# José de La Mar
José Domingo de La Mar Cortázar (Cuenca, 12 de Maio de 1778 — San José, 11 de Outubro de 1830) foi um político e presidente do Peru de 22 de Setembro de 1822 a 27 de Fevereiro de 1823 e de 22 de Agosto de 1827 a 7 de Junho de 1829.